# سحب (جيولوجيا)

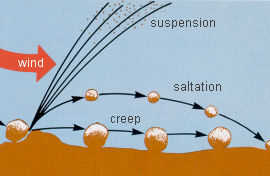

السحب هي عملية جيولوجية بواسطتها ينقل التيار الصخور الكبيرة والثقيلة عن طريق تدحرجها وانزلاقها بمحاذاة القاع. وهكذا تتفاعل الحبوب والفُتات مع الطبقة القاعدية اثناء النقل. في المقابل فإن القفز ، وهو متصل بعملية نقل الرواسب، ينقل الحبوب عبر القاع عن طريق الوثب والقفز. 
ينقل التيار الفعلي حمولة الرواسب في تدفقات السحب و القفز، في حين أن حركة اتجاه المنحدر تحت تاثير قوة الجاذبية تنقل الرواسب في تدفقات الجاذبية. تتناقض هذه العمليات مع الرواسب المعلقة، حيث لا يوجد تيار.
السحب هو حيث تتدحرج الأحجار الكبيرة والصخور في حمل النهر على طول قوة النهر.